# Contro i Giudei
Contro i Giudei (latino: Adversus Iudaeos) è un trattato polemico e apologetico antigiudaico scritto da Tertulliano nel primo decennio del III secolo.

## Contesto
L'opera Contro i Giudei di Tertulliano è strettamente correlata al trattato Contro Marcione, tanto che la stessa autenticità dell'opera tertullianea è stata messa in dubbio a causa delle assai sospette somiglianze con il terzo libro del Contro Marcione. È verosimile che a Tertulliano sia attribuibile sono una parte del Contro i Giudei (solo i primi otto capitoli), mentre il restante (dal capitolo nove al capitolo quattordici) si ipotizza sia stata opera di un anonimo redattore, che si servì del terzo libro del Contro Marcione per completare l'opera, rimasta comunque incompleta.
Per quanto riguarda la datazione del trattato, è probabile che Tertulliano sviluppò la polemica antigiudaica in parallelo a quella antimarcionita e sappiamo anche che la parte del Contro i Giudei attribuibile all'autore fu redatta poco prima della stesura definitiva del terzo libro del Contro Marcione. Questi due dati collocherebbero la stesura dell'opera tra il 205 e il 207.

## Contenuto
Tertulliano nell'opera espone il problema riguardante la validità della legge, sempre più degradata della sua autorità dalla nuova legge gesuana neotestamentaria. Gli argomenti utilizzati da Tertulliano per confutare Marcione, che rifiutava l'Autorità dell'Antico Testamento e quindi anche dei legami, ancora forti, tra giudaismo e cristianesimo, vennero riadatatti da questo nel contesto della polemica antigiudaica, arrivando a rifiutare l'interpretazione letterale dell'Antico Testamento. Il messaggio predicato da Cristo, Figlio di Dio e Messia, venuto sulla terra come era stato profetizzato, e la conseguente interruzione delle pratiche rituali giudaiche prescritte dalla legge, sconvolse Israele: necessario in questo frangente era, dunque, interpretare in conformità con la venuta di Cristo le Scritture.
Come per altri apologeti cristiani del secolo precedente (II secolo) il polemismo, in particolare quello antigiudaico, era ormai divenuto una pratica necessaria per la difesa della fede e dei cristiani stessi, accusati di eresia dai giudei. Opere cronologicamente precedenti al Contro i Giudei, destinate soprattutto a comunità giudeocristiane e apparentemente in aperta polemica con il giudaismo, secondo alcuni erano con tutta probabilità finalizzate a rispondere ai bisogni e ai dubbi sorti in queste comunità, ancora legate alla legge mosaica, pur avendo accettato Gesù Cristo come Messia e Figlio di Dio. Molte di queste opere sono andate del tutto perdute nel corso dei secoli; l’unica opera arrivata a noi integralmente è il Dialogo con Trifone di Giustino, di cui Tertulliano si servì per sviluppare la sua concezione polemica.